# NGC 1139
NGC 1139 é uma galáxia espiral barrada (SB0-a) localizada na direcção da constelação de Eridanus. Possui uma declinação de -14° 31' 44" e uma ascensão recta de 2 horas, 52 minutos e 46,7 segundos.
A galáxia NGC 1139 foi descoberta em 1886 por Frank Leavenworth.